# Димитър Свирков
Димитър Георгиев Свирков, наричан Глувиут, е български революционер, деец на Вътрешната македоно-одринска революционна организация.

## Биография
Димитър Свирков е роден през 1877 година в ениджевардарското село Карайотица, днес в Гърция. Присъединява се към ВМОРО и действа като селски куриер и подпомага организацията заедно с Христо, Мицо и Иван Бинчарови и Пено Маренов като построява голяма част от комитските колиби в Ениджевардарското езеро. През 1905 година пострадал тежко и загубил част от слуха си, заради което получил прякора си. Подпомога четите и през Първата световна война, заради което е интерниран във Франция до края на войната. След това се завръща в родното си село, а оттам се прехвърля в България. Установява се в Равда, където умира през 1973 година.